# 潼商道
潼商道，清朝设置的道，属于陕西省。
康熙十年（1671年）五月设分守潼商道，驻潼关。雍正三年（1725年）下辖华州、同州、商州。雍正十三年（1735年），下辖商州、同州府，乾隆十三年（1748年），为按察使司副使衔。乾隆十五年（1750年），加兵备衔。乾隆二十五年（1760年），称分守潼商等处地方兵备道。民国时改为陕中道。